# Мейпл-Веллі (Вісконсин)
Мейпл-Веллі (англ. Maple Valley) — місто (англ. town) в США, в окрузі Оконто штату Вісконсин. Населення — 647 осіб (2020).

## Демографія
Згідно з переписом 2010 року, у місті мешкали 662 особи в 291 домогосподарстві у складі 205 родин. Було 361 помешкання
Расовий склад населення:
| - 96,8 % — білих - 2,3 % — корінних американців - 0,2 % — азіатів |

До двох чи більше рас належало 0,6 %. Частка іспаномовних становила 0,3 % від усіх жителів.
За віковим діапазоном населення розподілялося таким чином: 18,1 % — особи молодші 18 років, 61,7 % — особи у віці 18—64 років, 20,2 % — особи у віці 65 років та старші. Медіана віку мешканця становила 47,8 року. На 100 осіб жіночої статі у місті припадало 103,1 чоловіків;  на 100 жінок у віці від 18 років та старших — 106,9 чоловіків також старших 18 років.
Середній дохід на одне домашнє господарство  становив 59 459 доларів США (медіана — 53 864), а середній дохід на одну сім'ю — 71 509 доларів (медіана — 64 896). Медіана доходів становила 44 063 долари для чоловіків та 37 500 доларів для жінок. За межею бідності перебувало 15,4 % осіб, у тому числі 32,4 % дітей у віці до 18 років та 5,4 % осіб у віці 65 років та старших.
Цивільне працевлаштоване населення становило 305 осіб. Основні галузі зайнятості: виробництво — 22,0 %, освіта, охорона здоров'я та соціальна допомога — 16,1 %, будівництво — 12,8 %.